# Mikhail Semyonov
Mikhail Vladimirovich Semyonov (cirílico: Михаил Владимирович Семёнов) (Rostóvia do Dom, 18 de setembro de 1933 - 9 de novembro de 2006) foi um basquetebolista russo que integrou a Seleção Soviética que conquistou duas Medalhas de Prata em Jogos Olímpicos (1956 e 1960).
Jogou no CSKA Moscou onde conquistou dois títulos da Euroliga (1961 e 1963).